# Reichsverband der Deutschen Presse
Der Reichsverband der Deutschen Presse (RDP) war von 1910 bis 1945 im Deutschen Reich eine Berufsvertretung für Journalisten.

## Geschichte
Am 20. November 1910 wurde der Reichsverband der Deutschen Presse im Reichstagsgebäude in Berlin als Zusammenschluss mehrerer zunächst miteinander rivalisierender Verbände gegründet. Er war föderal aufgebaut und verstand sich als allgemeine Organisation der bei der deutschen Presse hauptberuflich tätigen Redakteure und Journalisten. Die Vereinigung vertrat die berufsständischen Interessen ihrer Mitglieder, gewährte Rechtsschutz, eine Altersvorsorge und andere soziale Leistungen. Während der Weimarer Zeit leiteten unter anderem Heinrich Rippler, Paul Baecker, Georg Bernhard und Wilhelm Ackermann den Verband.
In der Zeit der Weimarer Republik wandte sich der Reichsverband stärker gewerkschaftlichen Zielen zu. 1926 wurde im Rahmen der mit dem Arbeitgeberverband für das deutsche Zeitungsgewerbe e. V. im Jahre 1922 gebildeten Reichsarbeitsgemeinschaft der Deutschen Presse (RAG) ein Vertrag unterzeichnet, der das „vertrauensvolle Zusammenwirken der Redakteure und Verleger zum Segen der deutschen Presse und zur Erfüllung ihrer öffentlichen Aufgabe“ dauerhaft sichern sollte.
In einem Normaldienst- und Tarifvertrag (Manteltarif) wurden die Arbeitsbedingungen der bei Tageszeitungen festangestellten Redakteure festgelegt. Sie hatten nun Anspruch auf ein festes Gehalt, eine bestimmte Ruhezeit (24 Stunden wöchentlich), Kündigungsfristen, Jahresurlaub (zwischen zwei und vier Wochen), aber auch Gesinnungsschutz und geistige Bewegungsfreiheit bei der Gestaltung der Texte. Für die journalistische Arbeitnehmer wurde eine Pflichtversicherung eingeführt.
Nicht erreichen konnte der Reichsverband, dass ein neues Presserecht und ein Journalistengesetz verabschiedet wurden. Durchgesetzt werden konnte schon damals nicht die Einrichtung von Redaktionsausschüssen auf gesetzlicher Basis. Nicht verhindert werden konnte auch, dass angesichts der Wirtschaftskrise der frühen dreißiger Jahre immer mehr Kollegen als Folge von Sparmaßnahmen der Verlage in wirtschaftliche Schwierigkeiten gerieten. Gegen zunehmende Eingriffe in die Pressefreiheit mittels Notverordnungen der Regierung Heinrich Brüning war man ziemlich machtlos. Aus finanziellen Gründen musste der für 1932 geplante Verbandstag in Frankfurt am Main abgesagt werden.
Nach Hitlers Machtergreifung wurde die bisher demokratische Vereinigung durch den Goebbels-Vertrauten Alfred-Ingemar Berndt gleichgeschaltet, dem Reichsministerium für Volksaufklärung und Propaganda unterstellt und als Fachverband der Reichspressekammer angeschlossen.
Am 30. April 1933 fand eine Delegiertenversammlung in Berlin, dem ersten nationalsozialistischen Reichspressetag, statt, von den Teilnehmern sollen mehr als 60 % Mitglieder in der Nazi-Partei gewesen sein. Die anwesenden Journalisten – alle noch gewählte Delegierte, später wurden sie als solche ernannt – wählten einstimmig Otto Dietrich als neuen Vorsitzenden des Verbandes. Der scheidende bisherige Amtsinhaber, Wilhelm Ackermann, benannte dabei öffentlich, aber vorsichtig die Konsequenzen:
„Das bedeutet wie für alle Berufsstände auch für die deutschen Journalisten eine gewisse Verengung des Bettes, in dem bisher der Strom der journalistischen Arbeit geflossen ist, aber, so hoffe ich, auch gleichzeitig eine Vertiefung.“
Nachfolger Dietrichs wurde 1934 Wilhelm Weiß, der den Verband bis zu seiner Auflösung 1945 leitete. Hauptgeschäftsführer waren Alfred Herrmann (1933–1934), Wilhelm Ihde (Juni 1935 – Mai 1937) und Hans Henningsen (Mai 1937 – 31. Dezember 1944).
Zum Beirat des Reichsverbandes der Deutschen Presse gehörten u. a. Károly Kampmann, Alfred-Ingemar Berndt, Gunter d’Alquen, Karl Silex, Hans Schwarz van Berk, Hans Bollmann, Hans Diebow, Karl Benedek, Herbert Gerigk und Erich Fischer.
Zu den Leitern der RDP-Landesverbände gehörten u. a. Adolf Schmid, Dietrich Loder, Károly Kampmann, Peter Winkelnkemper, Alfred Lau, Franz Moraller, Paul Simon,  Franz Woweries, Willy Ehlers und Eberhard von Schwerin.
Der Journalist Robert Mösinger kam noch als Fachmann für Fragen der Freien in den neuen Reichsvorstand.
Während vor und nach der Zeit des Nationalsozialismus jeder als Journalist tätig sein konnte, war zwischen 1933 und 1945 Voraussetzung dafür die Mitgliedschaft im Reichsverband der deutschen Presse, die Mitgliedschaft wurde nur denen zuteil, die nicht als Regimegegner bekannt waren. Ab 1934 galt laut Satzung das Führerprinzip, der Reichsverband der deutschen Presse wurde zum verlängerten Arm von Joseph Goebbels Reichsministerium für Volksaufklärung und Propaganda und hatte als Körperschaft des öffentlichen Rechts vor allem die Berufslisten zu führen. In den letzten Kriegstagen nach Ingolstadt evakuiert, wurden dort die meisten Akten von Bomben vernichtet.

## Verbandszeitschrift

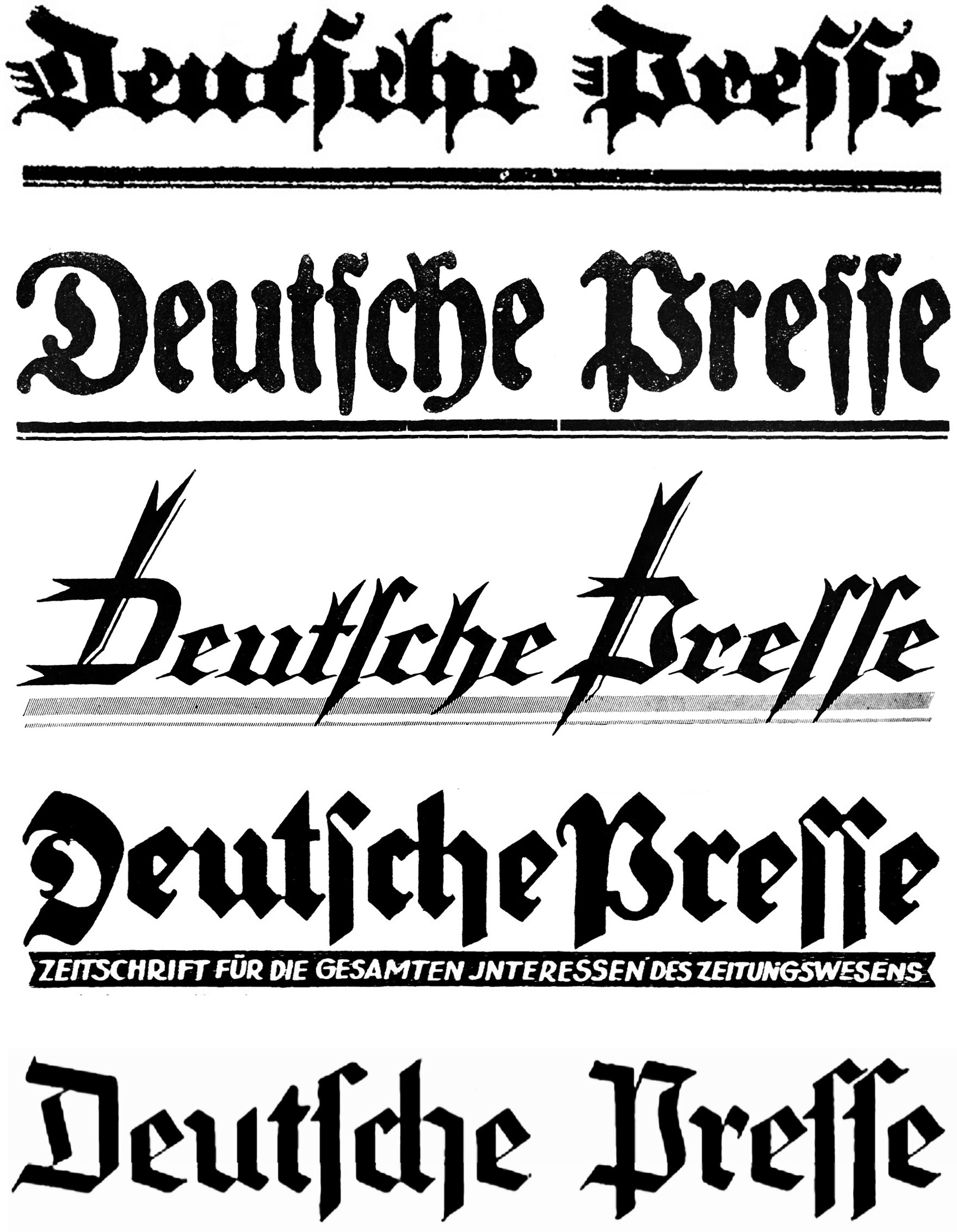
Titelköpfe der Verbandszeitschrift 1920, 1921, 1924, 1928 und 1942 (von oben nach unten).

Der RDP gab von Oktober 1913 bis 1945 die 14-tägliche Zeitschrift Deutsche Presse heraus. Sie ist für die Mediengeschichte, speziell die historische Presseforschung, aber auch die Frühzeit des Rundfunks, als zeitgenössische Quelle von großer Bedeutung und wird in der Forschungsliteratur häufig zitiert. Die Zeitschrift war weit mehr als eine Chronik der Verbandsaktivitäten und Verbandsbeschlüsse. Prominente Journalisten, Wissenschaftler, Verleger und Vertreter von Politik und Behörden trugen mit ausführlichen Artikeln zu wirtschaftlichen und technischen Branchenthemen sowie medienpolitischen und berufsständischen Debatten bei, zum Beispiel zu Ausbildung und Volontariat, Presserecht, Zensur, Umgang mit staatlicher Presse- und Öffentlichkeitsarbeit, der Konkurrenz von Zeitungen und Rundfunk oder internationale Vergleiche der Medienordnung. Die DP erschien mehrfach mit umfangreichen Sonderausgaben zu bestimmten Anlässen, etwa der internationalen Pressa-Ausstellung in Köln 1928. Sie erschien in wechselnden Verlagen, aber immer im Großraum Berlin. Sie erschien über längere Zeiten mit dem Untertitel Organ des Reichsverbandes der deutschen Presse und Zeitschrift für die gesamten Interessen des Zeitungswesens. Damit setzte sie sich etwa vom Branchenblatt Zeitungs-Verlag ab, der vom Zeitungsverlegerverband herausgegeben wurde und weniger stark die Interessen der Journalisten berücksichtigte. Ab Ende 1933 nannte sie sich amtliches Organ der Reichspressekammer. Sie diente damit der nationalsozialistischen Gleichschaltungspolitik und Presselenkung des Propagandaministeriums. Während des Zweiten Weltkriegs wurde sie mit dem NS-Pressebrief vereinigt, welchen die NSDAP-Reichspressestelle für die Parteipresse und Funktionäre herausgab.